# Мазепинка

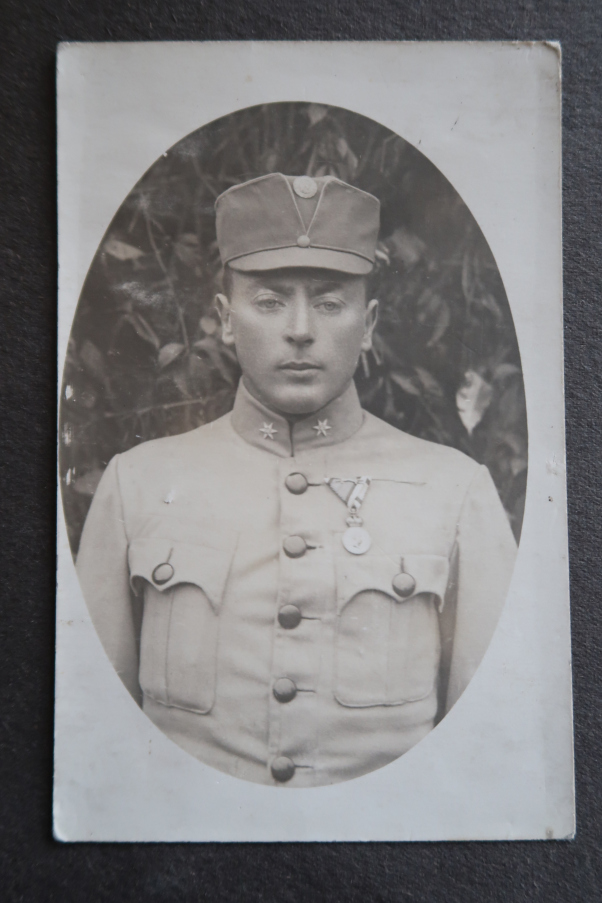
Петр Франко в мазепинке

Мазепинка — головной убор Украинских сечевых стрельцов. Клинообразный разрез передней части мазепинки напоминает о шапках «мегерках», которые носили казаки в XVII в. в период гетманства Ивана Мазепы. Отсюда головной убор получил своё название. Спереди на головном уборе была кокарда, на которой были изображен лев на скале (герб львовской земли) и надпись «УСС. 1914». Разработал головной убор Левко Лепкий. Позднее мазепинка использовалась Галицкой Армией (частью которой стали сечевые стрельцы) и УПА.

## История
Головной убор, разработан Левко Лепким, был одобрен 10 января 1916 года, на заседании униформенной комиссии УСС, в составе которой был Дмитро Катамай. 17 января следующего, 1917 года, было получено официальное разрешение на его ношение со стороны австро-венгерских властей, шапку стали изготавливать за государственный счёт.
22 апреля 1919 года, XLVI распоряжением Государственного секретариата военных дел (укр. Державний Секретаріят Військових Справ — ДСВС) ЗОУНР, в котором описывалась униформа войск ЗОУНР (ставших впоследствии известными под названием Галицкой армии), мазепинка была утверждена официальным головным убором. Распоряжение было опубликовано в 11-й части «Вістника Державного Секретаріяту Військових Справ», в первых числах мая. Однако уже летом этого же года, в связи с эвакуацией Галицкой армии из Западной Украины, и связанной с этим зависимости от снабжения со стороны Надднепрянской армии УНР, в качестве головного убора вынужденно принимается стандартная для надднепрянцев фуражка английского покроя с мягкой тульей — так называемая «Киевлянка», известная также под названием «Петлюровки», что было официально оформлено LXXIV распоряжением Диктатора ЗОУНР Петрушевича, от 18 августа 1919 года.
В 1940 году Революционный Провод ОУН, подготавливая создание национальных вооружённых сил, разработал проект униформы для них. Головным убором предполагалась шапка-мазепинка. Проект не получил дальнейшего развития.
В 1941 году мазепинку использовали бойцы Украинской Национальной Революционной Армии, а после разоружения последней немцами — Народной милиции. Позднее мазепинка, наряду с петлюровкой и своеобразной комбинацией обоих головных уборов («бандеровкой»), получает распространение в отрядах УПА. Иногда в мазепинки перешивались немецкие шапки.
По некоторым данным головные уборы, похожие на мазепинку, опробывались в украинских силовых структурах ещё в первой половине 1990-х годов.
4 февраля 2015 года представлена как элемент новой формы Вооружённых сил Украины.

## Описание головного убора

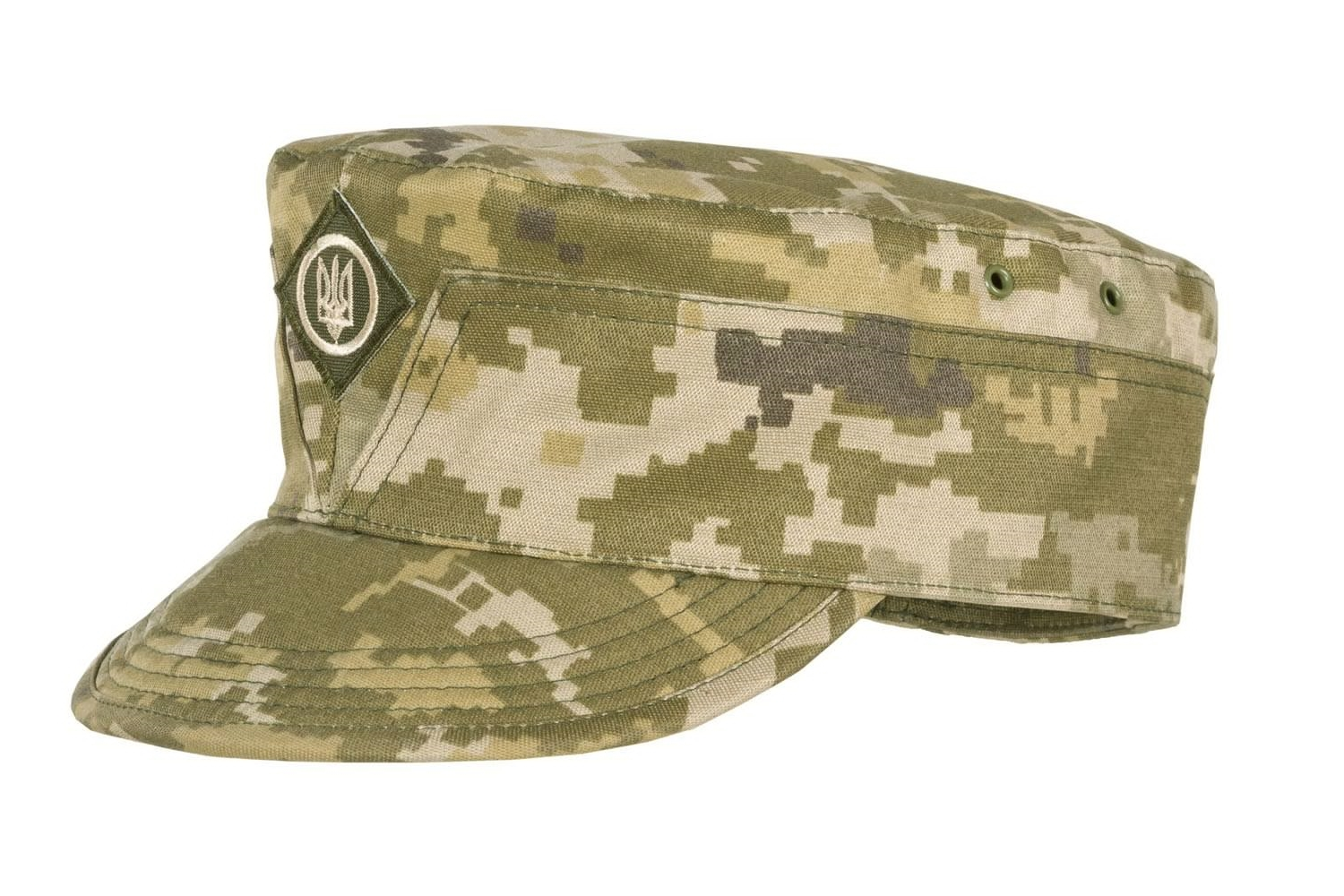
Мазепинка Вооружённых сил Украины

Описание шапки из «Вістника Державного Секретаріяту Військових Справ»:

Головной убор «Мазепинка» состоит из околыша, завернутых накладок, клинообразного переднего выреза, козырька, тисненого знака различия и кокарды. Околыш сшивается из 8 клиньев таким образом, что создает дно головного убора . Верхняя часть околыша на 10 — 20 мм уже нижней части. Клинья шьют таким образом, что они сходятся точно посередине дна убора. Высота околыша снизу доверху 7 см в передней части, задняя часть околыша на 1 см меньше. Накладки пришиваются к околышу в нижней части и впереди имеют клинообразный вырез. Верхняя часть клинообразного выреза расходится на 6 см друг от друга. В нижней части выреза пришивается затемненная пуговица диаметром 14 мм. Головной убор шьется из той же самой ткани, что и форменная одежда, канты убора отшивается из ткани цветом, принятой как знак различия в мундире. Боковая кокарда имеет тиснение номера части или полка для пехоты, артиллерии, конницы и тыловых войск. Передняя кокарда имеет 2,5 см в диаметре, серебряного цвета для рядового и среднего начсостава и золотистого цвета для высшего начсостава. Козырек шьется из парусинового полотна. Вістник Державного Секретаріяту Військових Справ. — 1919. — Ч. 11. — С. 1-7.

## Пресса о мазепинке
Некоторые украинские историки считают, что мазепинка является символом украинской армии.
Украинский политический деятель Михаил Горынь, отбывая в 1971 году в Мордовии срок за участие в диссидентском движении, перешил лагерную шапку в мазепинку. Она была распорота во время обыска и в таком виде в настоящее время хранится в семье[значимость факта?].